# Kinnes
Kinnes är en udde i Antarktis. Den ligger i Västantarktis. Argentina, Chile och Storbritannien gör anspråk på området.
Terrängen inåt land är kuperad österut, men norrut är den platt. Havet är nära Kinnes åt sydväst. Trakten är obefolkad. Det finns inga samhällen i närheten.